# Шри Сатја Нарајан Гоенка
Шри Сатја Нарајан Гоенка (енгл. Satya Narayan Goenka; Мандалеј, 30. јануар 1924 — Мумбај, 29. септембар 2013) био је водећи лаички учитељ Випасана медитације и ученик У Ба Кхина. Обучио је више од 800 учитеља асистената, а сваке године више од 100.000 људи похађало је Гоенка спонзорисане Випасана курсеве медитације. Гоенка је био ожењен, а његова супруга Илаицхидеви Гоенка, му је била и асистент при подучавању медитације. Са њом је имао шест синова.
Сатја Нарајан Гоенка често је наглашавао да "Буда није подучавао секташку религију; већ Дхамма – пут ка ослобођењу који је заједнички“ и представља његова учења као не-секташка и отворена за вернике свих религија, па и за атеисте. Гоенка Випассана медитацију назива експерименталном научном вежбом, кроз коју појединац може посматрати константно променљиву природу ума и тела, на најдубљим нивоима, дубоко разумевање које води ка истински срећном и мирном животу.

## Биографија
Рођен у Мандалеју, Бурма, а с обзиром да су му родитељи били хиндуисти, Гоенка је одрастао у хиндуизму. Кад је одрастао, постао је индустријалац и лидер индијске заједнице у Бурми. Након што је развио интересовање за медитацију, желећи са излечи хроничну мигрену, почео је да учи од У Ба Кхина, који је тада био чиновник у ново-оформљеној влади независне Бурме. У Ба Кхин био је чувени учитељ медитације а имао је и важну улогу на шестом будистичком сабору од 1954-1956. где је био један од лидера Випассана-оријентисаном реформском покрету који је извршио позитиван утицај на јавно мњење. Гоенка је постао У Ба Кхинов најистакнутији ученик и основао је међународну мрежу центара за подучавање медитације, почевши са Дхаммагири основом у Игатпури, у близини Бомбаја, у Индији. У Ба Кхинов центар наставља да ради у граду Рангон, у Бурми, под вођством Мајке Сајамагји, заједно са шест огранака-центара у другим земљама.
Гоенка је био и добар говорник, писац и песник. Писао је на енглеском, хинду и раџастанском језику. Путовао је и држао предавања широм света, укључујући и на Светском економском форуму у Давосу, 2000. године, као и на “Миленијумском Светском Мировном Самиту” у Уједињеним нацијама у августу 2000.. У трајању од четири месеца, 2002. године, одржао је Северно-Америчку турнеју – Медитација сада.
Гоенка је изградио готово 100 m високу Велику Пагоду да служи као инспирација за ширење Випассана медитације. Изградња куполе је недавно завршена и једнодневни курс за старе ученике је традиционално одржан на том месту 21. децембра 2008.

## Учења
Полазници курса се охрабрују да испитају и тестирају своје искуство на експерименталном нивоу тако што ће равнодушно посматрати себе и сагледати резултате таквог увида. Техника укључује придржавање правила морала и посматрање сопствених осећаја.
Да би умирили ум за време Випассана курса медитације, полазници не комуницирају међусобно нити са спољашњим светом, мада учитељу могу постављати питања у вези саме технике медитације, и обратити се особљу које је задужено за смештај и боравак. Посматрање сопственог дисања дозвољава уму да постане природно концентрисан, a ова техника се зове анапана. Ова концентрација припрема медитанта за главни део праксе—дистанцирано посматрање стварности садашњег момента на начин на који се манифестује у уму и телу. Дакле, Випассана техника укључује пажљиво „скенирање“ површине тела, обраћање пажње на осећаје који се појављују, али са дистанцом према тим осећајима чије пролазне природе медитант постаје свеснији.
Гоенка у својим учењима објашњавао да је практиковање Випассана медитације сама суштина Дхамме. Он не тврди да је Випассана традиција једини пут ка истини, и стално подсећа ученике на њену универзалност и не-секташки карактер. Притом ипак тврди да је аутентична традиција очувана у Бурми, усменим преношењем са учитеља на ученика, од Буде на његове ученике, преко У Ба Кхина, Гоенке, и данас, на Гоенкине ученике.
На курсевима и предавањима Гоенка је описивао Випассана медитацију као научно испитивање везаности ума и материје.

## Центри за медитацију
Випассана центри за медитацију чија оснивања је Гоенка помогао широм света, нуде 10-дневне курсеве који нуде темељан и инструкцијама вођен увод у праксу Випассана медитације. Ови курсеви су подржани добровољним прилозима људи који желе да се ова пракса одржи и настави у будућности. Сам курс и трошкови боравка се не наплаћују. Последњег дана курса полазници својим донацијама покривају трошкове будућих полазника.

Због растућег броја људи који уче Випассану у овим центрима, Гоенка је настојао да осигура да се његова задужбина не претвори у засебну религију или секту. Он је препоручивао да ширење Випассане кроз његову мрежу центара буде мотивисано искључиво алтруизмом — да што већи број људи има користи, уместо да организација расте ради самог раста. Међутим, ради се и на томе да се потенцијални учесници курса унапред припреме за интензитет и озбиљност без којих 10-дневна медитација не даје жељене резултате. 
Људи са озбиљним менталним поремећајима се повремено појаве на курсу медитације са нереалним очекивањима да ће Випассана уклонити или ублажити њихове менталне тешкоће. Нестабилност у међуљудским односима и нагомилани здравствени проблеми могу бити додатни фактори због којих је јако тешко за људе са таквим проблемима да имају користи, или да уопште своје учешће изведу до краја трајања курса. Наши капацитети као не-професионалне волонтерске организације, нам не омогућавају да правилно бринемо о тим људима.

Иако је медитација благотворна за већину људи, она није замена за медицинску или психијатријску негу и ми је не препоручујемо за лица са озбиљним психичким поремећајима.
Гоенкина мрежа центара је децентрализована. Сваки од центара за Випассана медитацију је независан, и њима могу управљати волонтери различитих искустава, чему се могу приписати и разлике у приступима и резултатима рада. Са циљем да се у свим центрима изједначи и стандардизује услуга, све уводне инструкције за време повлачења су у аудио и видео формату од стране Гоенке. На питање у вези проблема раста и ширења мреже Випассана центара, Гоенка одговара:
Узрок проблема је садржан у самом питању. Када ове организације почну да расту ради себе самих, значи да су почеле да се кваре. Циљ би требало да буде добробит људи који желе да науче. Тек тада постоји исправна Дхамма решеност, уместо пропадања. Када је циљ: „Нека све више и више људи имају користи," онда нема везивања. Али када желиш да твоја организација расте, има везивања, а то квари и загађује Дхамму.
За време трајања курса, учесници се својевољно уздржавају од практиковања верских ритуала и обичаја, који су лична ствар, јер је курс намењен свима без обзира на верску оријентацију. У вези верске праксе других религија, Гоенка каже: „Види. И Дхамма, и Випассана, могу се пронаћи и у другим религијама. Али се срж изгубила, па је данас, често, оно што људи називају верском праксом само празна шкољка. А од тога нема користи."

## Велика Випассана Пагода
Једна од жеља Гоенке је испуњена у новембру 2008. када је завршена изградња Велике Випассана Пагоде у предграђу Мумбаја. Он се нада да ће овај споменик послужити као мост између различитих заједница, секти, земаља и раса; да ће цео свет учинити мирним и сложнијим, а представља и подвиг у грађевинарству.
Пагоду сачињава и највећа камена купола без потпорих стубова и очекује се да ће привући стотине хиљада посетилаца из целог света, који ће желети да нешто о њој сазнају и науче прастару, разумну и универзалну технику випассана медитације. Из угла архитектуре, овај објекат је највећа камена купола на свету, двоструко већа од куполе Базилике Св. Петра у Ватикану. У њеном центру је кружна хала за медитацију, од 85 m у пречнику, а може да прими до 8.000 медитаната. Са висином од 100 m, висока је као зграда од 30 спратова. Приближно 2,5 милиона тона камена је употребљено у изградњи.
Као израз захвалности према Буди, ова грађевина постојано сведочи моћи Будиног учења и даје још већи замајац Будиној науци убризгавајући свежину и виталност у свет кроз Випассану. Велика Випассана пагода је такође израз захвалности: небројеним учитељима који су сачували учење у исконској чистоти, Шајагију У Ба Кхину који је одговоран за повратак Випассане у Индију, и Бурми која је ову традицију одржавала дуже од 2.000 година.

## Випассана истраживачки институт
Гоенка је веровао да теорија и пракса треба да буду међусобно сагласне и надопуњиве па је зато основао Випассана истраживачки институт да Випассану научно истражи и објави своја истраживања. Овај институт је фокусиран на две области: превод и објављивање пали текстова, и примена Випассане у свакодневном животу.

## Випассана у затворима
Гоенка је за живота стекао изузетан успех у увођењу Випассана медитације у затворима, најпре у Индији, а потом и у бројним другим земљама. Процењује се да је барем 10.000 затвореника, и исто толико припадника оружаних снага завршило десетодневне курсеве.
Doing Time, Doing Vipassana је документарни филм о увођењу Випассана 10-дневног предавања у затвор у месту Тихар, почетком 1990-их, од стране бивше владине службенице која је била надлежна за затворе у Делхију, Киран Беди. Г-ђа Беди је кроз курс пустила најпре затворске чуваре, а потом је г-дин Гоенка одржао уводно предавање пред 1.000 затвореника. .
The Dhamma Brothers је документарни филм објављен 2007. о програму Випассана медитације у затворској установи „Доналдсон“ у Алабами. Филм говори о четворици затвореника са пресудама за убиство. Приказује и интервјуе са чуварима, затворским званичницима и локалним становништвом, и укључује филмски драматизоване реконструкције злочина. 

### Транскрипти
- The Art of Living: Vipassana Meditation based upon a talk given in Berne, Switzerland.
- An Interview with S. N. Goenka Tricycle: The Buddhist Review | Winter 2000
- Universal Spirituality for Peace Архивирано на веб-сајту  (1. март 2010) the complete text of the address given by Mr. Goenka to the United Nations General Assembly | August 29, 2000
- Q&A by Goenka Архивирано на веб-сајту  (3. март 2010) BuddhaNet | 1997 & 1999
- Meeting Between Goenka and Krishnamurti Архивирано на веб-сајту  (2. март 2010) BuddhaNet | October 17, 2000